# ابن الفرغاني
أبو بكر محمد بن موسى الواسطي، وكان يُعرف بـ «ابن الفرغاني» ، أحد علماء أهل السنة والجماعة ومن أعلام التصوف السني في القرن الرابع الهجري، قال عنه أبو عبد الرحمن السلمي بأنه: «من علماء مشايخ القوم (الصوفية)، لم يتكلم أحد في التصوف مثل ما تكلم هو، وكان عالماً بالأصول، وعلوم الظاهر»، وقال عنه أبو نعيم الأصبهاني بأنه: «عالم بالأصول والفروع، ألفاظه بديعة، وإشاراته رفيعة». من قدما أصحاب الجنيد وأبي الحسين النوري، أصله من خراسان من فرغانة، واستوطن «كورة مرو»، ومات بها بعد عام 320 هـ.

## من أقواله
- الأسر على وجوه: أسير نفسه وشهوته، وأسير شيطانه وهواه، وأسير ما لا معنى له لحظه أو لفظه هم الفساق، وما دام للشواهد على الأسرار أثر وللأعراض على القلب خطر فهو محجوب بعيد من عين الحقيقة، ما تورع المتورعون ولا تزهد المتزهدون إلا لعظم الأعراض في سرائرهم، فمن أعرض عنها أدباً، أو تورع عنها ظرفاً، فذلك الصادق في ورعه، والحكيم في آدابه.[3]
- الرضا والسخط نعتان من نعوت الحق يجريان على الأبد بما جريا في الأزل، يظهران الوسمين على المقبولين والمطرودين، فقد بانت شواهد المقبولين بضيائها عليهم كما بانت شواهد المطرودين بظلمتها عليهم، فأنى تنفع مع ذلك الألوان المصفرة، والأكمام المقصرة، والأقدام المنتفخة.[3]
- الناس على ثلاث طبقات: الطبقة الأولى من الله عليهم بأنوار الهداية، فهم معصومون من الكفر والشرك والنفاق، والطبقة الثانية من الله عليهم بأنوار العناية فهم معصومون عن الكبائر والصغائر، والطبقة الثالثة من الله عليهم بالكفاية، فهم معصومون عن الخواطر الفاسدة، وحركات أهل الغفلة.[2]